# Serafijn

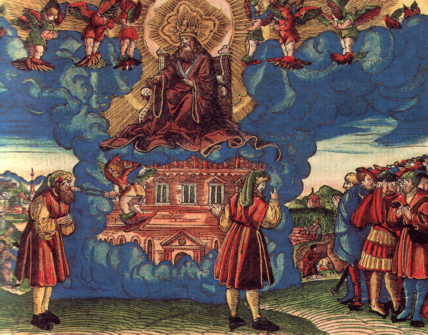
Het visioen van Jesaja 6 in de Lutherbijbel van 1534

Een seraf of serafijn (Hebreeuws: שָׂרָף śārāf, "(de) brandende") is een hemels wezen dat voorkomt in de Hebreeuwse Bijbel, het pseudepigrafische 1 Henoch, het Testament van Adam en de Oorsprong van de Wereld, een van de Nag Hammadigeschriften.
Sinds Pseudo-Dionysius worden serafs in het christendom beschouwd als de hoogste orde in de hoogste sfeer of koor van de engelen, gevolgd door de cherubs en tronen.

## Etymologie en concept
De Hebreeuwse aanduiding שָׂרָף śārāf (meervoud śərāfîm) is afgeleid van het werkwoord שׂרף śāraf, "(ver)branden". Ze heeft betrekking op de zwarthalscobra, in Egypte de brilslang (Egyptisch wr.t "de grote" of i‘r.t "de opstijgende"), die in de steensnijderskunst met twee vleugels werd afgebeeld en al vanaf het 2e millennium v.Chr. verbreid was als beschermgenius. In de Judese zegelkunst van de 9e en 8e eeuw v.Chr., die het motief van Egypte overnam, worden de cobra's meestal met vier vleugels afgebeeld. De uitgespreide vleugels van de serafim / brilslangen beschermen vaak de op het zegel gegraveerde naam van de bezitter ervan.
In de context van concepten in omringende culturen, zoals het Oude Egypte, Babylonië en het Assyrische Rijk, kan dit zijn ontstaan vanuit de idee van slangachtige demonen, vergelijkbaar met Azhi Dahaka uit de Perzische mythologie. Pas veel later werd de serafijn afgebeeld als een wezen in de hemel (Jesaja 6:1-4) en nog later als een soort engel (1 Henoch 61:10; 71:6).

## Serafim in de Hebreeuwse Bijbel

### Serafim als woestijnbewoners
In Numeri 21:6 worden slangen genoemd met de bijnaam śārāf, "giftige slang" die als richtwerktuigen van JHWH worden gebruikt. Deze naam kon een aanduiding zijn voor de werking van hun gif, namelijk dat ze niet alleen door een beet maar ook door spuiten toepasten en daarmee een stekende pijn veroorzaakten. Op voorbede van Mozes beval JHWH hen een seraf te maken waarvan de aanblik genezend werkte (Numeri 21:8,9). 2 Koningen 18:4 zinspeelt op deze overlevering, wanneer daar de in Numeri 21:9 gemaakte bronzen slang met de zogenoemde Koperslang (Nehustan) wordt gelijkgesteld. Ook Deuteronomium 8:15 heeft gevaarlijke woestijnslangen voor ogen.

### Vliegende serafim
Ook met de in Jesaja 14:29 en 30:6 genoemde vliegende seraf, śārāf mə‘ôfef kunnen slangen worden bedoeld, maar merk de stijging op slang - adder - vliegende seraf ("vliegensvlugge cobra" - vergelijk Jesaja 30:6). De verwijzing naar vliegen valt op. Misschien handelt het hier ook om de buitengewoon giftige zwarthalscobra, waarvan het gif al werkt door het aanraken van het lichaam. Deze slang zou in staat zijn bomen in te springen en dan van boom naar boom voort te bewegen, wat de voorstelling van kunnen vliegen kan hebben veroorzaakt. Anderen denken aan een fabelwezen uit de woestijn, waarover volksverhalen verhaalden.

### Serafim in Jesaja 6
In het troonvisioen in Jesaja 6:1-4 wordt over serafim gesproken die de Trisagion roepen, wat de tempel en de hele aarde vult. Keel interpreteert deze wezens als gevleugelde brilslangen; Morenz / Schorch daarentegen zien er griffioenen in met de functie van troonwachter. De serafim hebben in Jesaja geen vier maar zes vleugels en zijn dus van een extra paar vleugels voorzien. Met iedere keer twee vleugels bedekken ze hun aangezicht en voeten, met twee vleugels zweven ze voor de troon van JHWH. Minimaal een van hen beschikt over een menselijke stem en handen (Jesaja 6:6). Uit deze beschrijving mag echter niet worden opgemaakt dat de serafim een mensengestalte zouden hebben. Zoals talrijke afbeeldingen laten zien, kunnen numineuze slangenwezens voortdurend met menselijke lichaamsdelen worden uitgerust.
De betekenis van deze sfinx-achtige wezens is omstreden. Waar Keel van mening is dat door de brilslangen de heiligheid van JHWH tot in het onmetelijke wordt verhoogd, ziet Hartenstein er eerder - al klaargemaakte - richtwerktuigen in voor het zeer aanstaande Oordeel. In deze betekenis visualiseren ze in zekere mate de "goddelijke gerechtstoorn ..., die aanstaande is, om te „ontbranden“".

## Serafim in het Nieuwe Testament

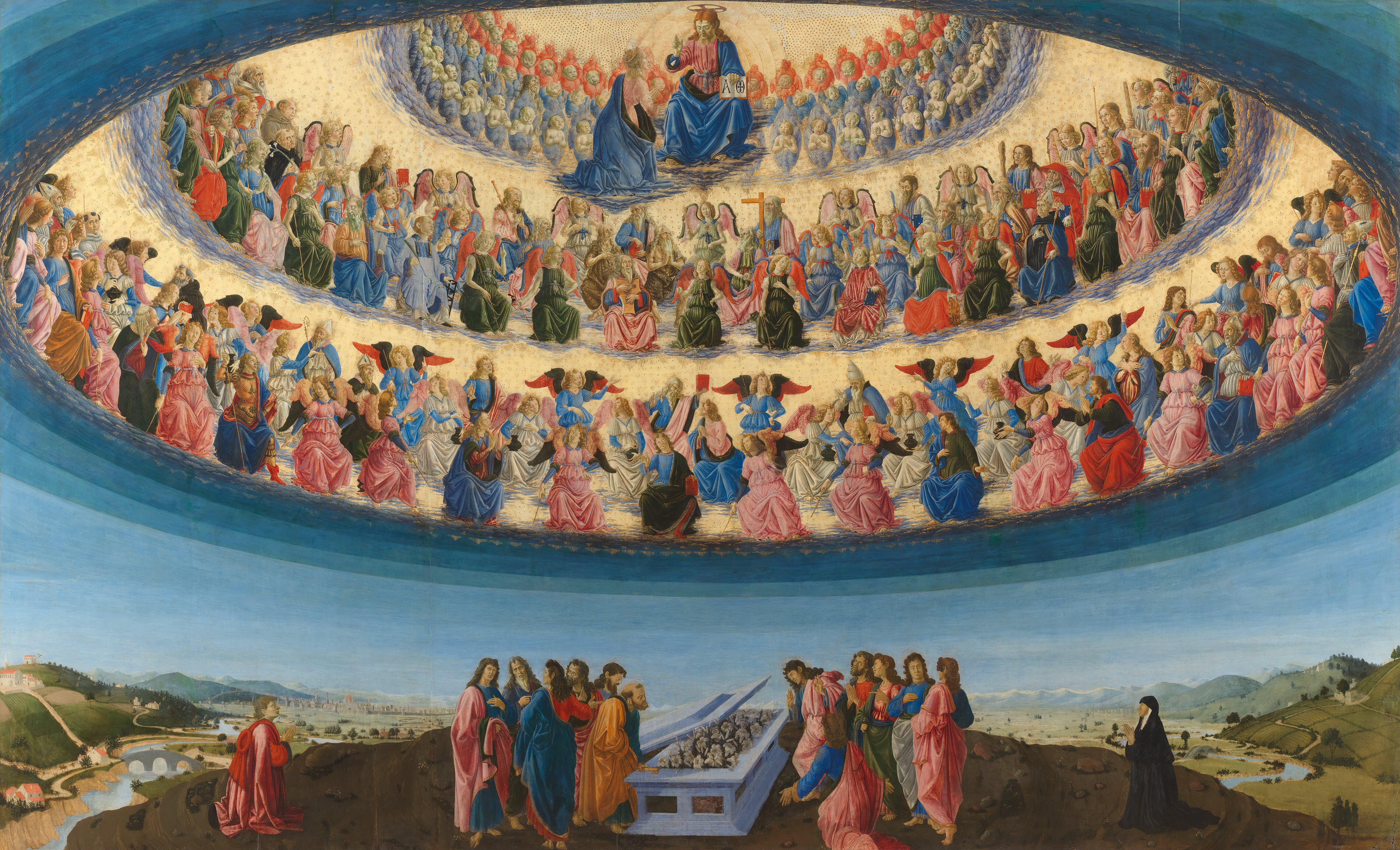
Serafijnen in het rood in dit schilderij van Francesco Botticini

Serafim worden in het Nieuwe Testament niet genoemd. Er is geen consensus welke niet verder aangeduide wezens de Trisagion in Openbaring 4:7,8 uitspreken. De omschrijving van hun uiterlijk in vers 7 duidt op cherubs, maar hun zes vleugels in vers 8 op serafim.

## Serafijnen in Nag Hammadigeschriften
De serafijnen worden ook in de Nag Hammadigeschriften genoemd, onder andere in de Oorsprong van de Wereld 105:
En op die troon schiep Jaldabaoth nog andere slangvormige engelen, 'serafijnen' genaamd, die hem voortdurend bejubelden.
Ook komen Serafijnen voor in het Geheime Boek van Johannes.

## Serafijnen in de Kunst
Volgens de indeling van de hemel zoals deze in de 4e eeuw na Christus werd ontwikkeld in Syrië, waren de serafijnen de engelen die het dichtst bij God stonden. Ze werden afgebeeld met zes rode vleugels in de eerste triade rondom God.